# Pierre de Villemarest
Pierre de Villemarest (Chalon-sur-Saône, 10 dicembre 1922 – Évreux, 22 febbraio 2008) è stato un giornalista e scrittore francese d'estrema destra, membro della Resistenza e dei servizi di controspionaggio francese.

## Biografia
Dopo gli studi secondari a Sainte-Croix de Neuilly, studiò legge e scienze politiche, interrompendo gli studi per il suo impegno contro l'occupazione nazista della Francia.
Nel settembre 1940, partecipò alla creazione dell’"Ultima colonna" ("Dernière Colonne"), un piccolo gruppo di combattenti della Resistenza i cui fondatori furono Emmanuel d'Astier de La Vigerie e Édouard Corniglion-Molinier. C'erano anche Lucie Aubrac, Louis Aragon e André Philip. Questo gruppo diventerà Libération-Sud. Villemarest si unì all'Esercito segreto, di cui nel 1943 comandò un gruppo nel Vercors. Agente P2 della rete Kléber, specializzato in operazioni di spionaggio, partecipò anche alla denazificazione di Germania e Austria, e da allora strinse legami con i servizi segreti americani e britannici.
Dopo la guerra fu decorato con la Croix de guerre 1939-1945, la Croce del Volontario Combattente della Resistenza e la Medaglia dei Volontari.
Dal 1945 al 1950 fu membro del Service de documentation extérieure et de contre-espionnage (SDECE). Fu imprigionato durante la guerra d'Algeria per la sua appartenenza all'Organisation armée secrète (OAS), dopo il suo passaggio al Movimento Popolare del 13 maggio (MP-13) di Robert Martel.
Nel 1968 sposò Danièle Martin, figlia del dottor Henri Martin, comfondatore della Cagoule, allora membro dell'OAS.
Fu membro dell'Associazione degli ex servizi speciali della difesa nazionale (ASSDN).
Divenuto giornalista, dal 1951 lavorò al servizio estero dell'Agenzia France-Presse (AFP) e collaborò a varie pubblicazioni, tra cui L'Aurore, Current values, Defense of the West, La Vie française, Le Quotidien de Paris, Historia.
Fu anche membro del comitato di redazione del quotidiano Monde & Vie, "bimestrale cattolico e nazionale" di Claude Giraud, conduttore di Radio Courtoisie. Con sua moglie, ospitò un giornale libero su questa stazione radio. Durante un programma condotto da Claude Giraud, il 20 marzo 1997, negò l'esistenza delle camere a gas, cosa che portò a un avviso formale da parte del CSA, e a una denuncia nel 1997 da parte della Fondazione per la memoria della deportazione, nel quadro di "azioni legali contro il negazionismo. In una lettera indirizzata alla Rete Voltaire, l'interessato scriverà di non aver “mai negato l'olocausto", ma di possedere "dei dati che non corrispondono a quelli normalmente citati".
Fu anche il direttore del Centro europeo d'informazione (CEI), da lui fondato nel 1970, con sede a Cierrey, nella regione dell'Eure. La lettera del Centro europeo d'informazione, di cui era redattore capo, si concentrava in particolare sulla Commissione Trilaterale e sul Gruppo Bilderberg. Fu criticato dai suoi oppositori per aver diffuso teorie del complotto.
Il Villemarest fu poi vicepresidente del Syndicat national de la presse privée, membro della Société des auteurs et créateurs de Normandie e uno dei dirigenti del Centre de recherches sur le terrorisme, fin dall'11 settembre 2001. È autore di una trentina di libri su argomenti come i servizi segreti sovietici, la Gestapo, lo spionaggio contemporaneo, il terrorismo o le relazioni tra l'URSS e la Germania.

## Teorie

### Guerra russo-giapponese
Villemarest accusò la banca Kuhn, Loeb & Co di aver favorito la guerra russo-giapponese, assicurando i giapponesi che avrebbero potuto godere del suo finanziamento in caso di conflitto con la Russia.

### La Triplice Intesa
Per il Villemarest, che cita lo storico Carroll Quigley, influenti circoli bancari internazionali avrebbero favorito il sorgere della Triplice intesa, facendola precedere fa "una moltitudine di reti discrete".

### Prestiti russi
Secondo Villemarest, la banca Rothschild incoraggiò il pubblico francese a contrarre prestiti russi e perse completamente gli interessi quando i bolscevichi iniziarono a ricevere denaro dai circoli bancari internazionali a Londra e Stoccolma.

### Sinarchia
Il Villemarest credeva in "una società segreta [dotata] di giganteschi poteri occulti", e considerava la nuova politica economica (NEP) nell'Unione Sovietica, il fascismo in Italia, il nazismo in Germania, il New Deal negli Stati Uniti e la rivoluzione nazionale in Francia come fenomeni affini, voluti e provocati simultaneamente dalla Sinarchia, organizzazione mitica ch'egli riteneva legata ad alte logge massoniche di obbedienza martinista. Villemarest accusò Hjalmar Schacht, Otto Abetz, Ernst Achenbach di farne parte. Era convinto dell'esistenza di quest'organizzazione e lo dichiarò, pubblicando, nel 1960, il libro Le 14e complot du 13 mai, secondo cui la Sinarchia aveva adepti anche tra i seguaci del generale de Gaulle, e sostenendo d'essere stato interrogato per più di cento ore di fila per "cospirazione", per ordine del ministro dell'Interno Roger Frey, che avrebbe cercato di conoscere le sue fonti e i documenti in suo possesso. Villemarest sosteneva di aver fatto circolare a Vichy, intorno al dicembre 1943, un fascicolo in edizione limitata di 55 pagine, diviso in undici capitoli e intitolato L’impérialisme allemand et les sociétés secrètes germaniques, che descriveva l'azione di queste società segrete, dal Medioevo al 1939, e le loro ramificazioni fino al livello di Adolf Hitler, corrispondente alla definizione del complotto della sinarchia. Quest'opuscolo era stato scritto per ispirazione dei circoli militari francesi.

### Finanziamento del nazismo
Villemarest stimò che i contributi dei membri del NSDAP, aggiungendo anche i proventi dei diritti d'autore del Mein Kampf, fossero insufficienti per finanziare la propaganda, la squadra legata a Hitler e le migliaia di dipendenti, anche dopo il 1930, quando il numero dei contributori era passato a 200 000 membri. Denunciò come falsa l'affermazione di Hjalmar Schacht, al Processo di Norimberga, secondo la quale Hitler e i suoi quadri vivevano solo di contributi del partito. Villemarest menzionò la pubblicazione nei Paesi Bassi di un opuscolo con lo pseudonimo di Sydney Warburg, De Geldbronnen van het nationaal-sozialism: drie gespreken met Hitler (Le risorse del nazionalsocialismo, tre conversazioni con Hitler), pubblicato da Van Hokelman & Warendorf che sarebbe quasi subito scomparso dalle librerie perché acquistato in massa al momento della sua uscita, nel quale si parlava delle risorse finanziarie del nazismo nel 1929, 1931 e 1933, apparentemente scritto da un infiltrato che potrebbe essere stato George Bell, agente di Henri Deterding, oppure i fratelli Otto e Gregor Strasser, vittime della purificazione all'interno del NSDAP un anno dopo la pubblicazione dell'opuscolo. Sostenne che nel gennaio 1932, Paul Faure era intervenuto con forza alla Camera dei Deputati accusando il gruppo Creusot-Schneider di aiutare il riarmo tedesco, attraverso i suoi stabilimenti in Cecoslovacchia e Ungheria, mentre uno dei suoi associati nei Paesi Bassi stava prosciugando i fondi per il NSDAP.

## Opere

### Libri
- Le 14e complot du 13 mai,, Presses continentales, 96 p., 1960.
- Histoire intérieure de l’U.R.S.S. depuis 1945, éd. Les Sept Couleurs, 315 p., 1962.
- L’Espionnage soviétique en France 1944-1969, Nouvelles éditions latines, 319 p., 1969.
- La Marche au pouvoir en U.R.S.S., éd. Les Grandes Études contemporaines, 466 p., 1969.
- La Terreur en URSS, NKVD contre Internationale communiste, 1930-1940, 1978.
- Le NKVD dans la guerre. Les guérillas en Europe centrale 1941-1953, éd. Beauval/Ferni, Paris/Genève, 1976/1978.
- Histoire secrète des organisations terroristes 1945-1975 (4 volumes Amérique latine, Moyen-Orient, Europe), éd. Beauval/Famot, Paris/Genève, 1976.
- Manuel de politique internationale, éd. Nouvelle Acropole, 68 p., 1977.
- Exploits et bavures de l’espionnage américain: les espions du Président, l’O.S.S., la C.I.A., éd. Famot, 3 volumes de 250 p., 1978.
- Les stratèges de la peur: Vingt ans de guerre révolutionnaire en Argentine, Éditions Voxmundi (1980), Genève.
- I Maya, Voxmundi, (1981), Genève.
- Le tsarévitch n’est pas mort ou le Revenant d’octobre, éd. Crémille/Famot, Genève/Paris, 1984.
- Quand l’URSS était l’alliée des nazis, éd. Crémille/Famot, Genève, Paris, 1984.
- Les Sources financières du communisme. Quand l'URSS était l’alliée des nazis, éd. CEI, 255 p., 1984. ISSN 0985-9470 (WC · ACNP)
- Les Sources financières du nazisme, éd. CEI, 93 p., 1984.
- Con Clifford A. Kiracoff, GRU: le plus secret des services soviétiques 1918-1988, éd. Stock, 335 p., 1988. ISBN 2234021197
  - Complicités et financements soviéto-nazis: À l'ombre de Wall Street, Éditions Godefroy de Bouillon, 1996. ISBN 978-2841910151
- Polyarnik: histoire d’un chef d’État espion épisodique de Moscou. Une contre-enquête à propos de Willy Brandt, éd. Godefroy de Bouillon, 191 p., 1999. ISBN 2841910946
- Le Mondialisme contre nos libertés, réédition complétée en 2001. ISBN 2909341259
- Le Dossier Saragosse: Martin Bormann et Gestapo-Muller après 1945…, avant-propos de Vladimir Boukovski, collection « Renseignement & Guerre secrète », éd. Lavauzelle, 2002, 262 p. ISBN 2702505783

Con Danièle de Villemarest
- Con Danièle de Villemarest et William D. Wolf, Faits et chroniques interdits au public - Tome 1, éd. Aquilion, 124 p., 2003. ISBN 2951741510
- Con Danièle de Villemarest et William D. Wolf, Faits et chroniques interdits au public - Tome 2 : les secrets de Bilderberg, éd. Aquilion, 172 p., 2004. ISBN 2951741529
- Con Danièle de Villemarest et William D. Wolf, Faits et chroniques interdits au public - Tome 3 : la Trilatérale, éd. Aquilion, 194 p., 2007. ISBN 2951741545
- Con Danièle de Villemarest, Le KGB au cœur du Vatican, Éditions de Paris, 310 p., 2006. ISBN 2851620525  Leggibile online, su voxgalliae-entretiens.blogspot.com. URL consultato l'11 marzo 2021 (archiviato dall'url originale il 16 maggio 2007).
- con Danièle de Villemarest et Clifford A. Kiracoff, Le Coup d’État de Markus Wolf : la guerre secrète des deux Allemagnes, 1945-1991, éd. Stock, 389 p., 1991. ISBN 223402224X

### Articoli
- Burgess, Maclean, Philby, la Trinité impie, Historia hors-série n. 29 1971, pp. 130–138.